# Opius zacapuensis
Opius zacapuensis är en stekelart som beskrevs av Fischer 1964. Opius zacapuensis ingår i släktet Opius och familjen bracksteklar. Inga underarter finns listade i Catalogue of Life.